# Parafia Matki Boskiej Dobrej Rady w Starym Wierzchowie
Parafia pw. Matki Bożej Dobrej Rady w Starym Wierzchowie – parafia należąca do dekanatu Bobolice, diecezji koszalińsko-kołobrzeskiej, metropolii szczecińsko-kamieńskiej. Została utworzona w 1982 roku. Siedziba parafii mieści się pod numerem 25.

## Miejsca święte

### Kościół parafialny
Kościół pw. Matki Bożej Dobrej Rady w Starym Wierzchowie
Kościół parafialny został zbudowany w XVIII wieku, poświęcony w 1946 roku.

### Kościoły filialne i kaplice
- Kościół pw. św. Mikołaja w Kazimierzu
- Kościół pw. Świętej Rodziny w Sporych
- Punkt odprawiania Mszy św. w Drężnie
- Punkt odprawiania Mszy św. w Trzcinnie